# Trentepohlia (Plesiomongoma) nigropennata
Trentepohlia (Plesiomongoma) nigropennata is een tweevleugelige uit de familie steltmuggen (Limoniidae). De soort komt voor in het Oriëntaals gebied.